# Салгейру (Пернамбуку)
Салгейру (порт. Salgueiro) — муниципалитет в Бразилии, входит в штат Пернамбуку. Составная часть мезорегиона Сертан штата Пернамбуку. Входит в экономико-статистический микрорегион Салгейру. Население составляет 53 119 человек на 2008 год. Занимает площадь 1733,7 км². Плотность населения — 29,13 чел./км².

## История
Город основан 23 декабря 1835 года.

## Статистика
- Валовой внутренний продукт на 2005 год составляет 188 346 млн реалов (данные: Бразильский институт географии и статистики).
- Валовой внутренний продукт на душу населения на 2005 год составляет 3468 реалов (данные: Бразильский институт географии и статистики).
- Индекс развития человеческого потенциала на 2000 год составляет 0,708 (данные: Программа развития ООН).

## География
В соответствии с классификацией Кёппена, климат относится к категории BShW.